# Économie domestique
L’économie domestique aussi qualifiée d'économie familiale, ou d'administration du foyer, est la composante la plus importante d'une économie de subsistance.

## Présentation
Dans certains pays, cette économie a été reléguée. Elle représentait l'essentiel des activités de production et assurait la majeure partie de la consommation. Son déclin relatif est dû au développement de l'économie de marché, au développement de l'économie sociale qu'il a fallu financer — assurance maladie, retraites, chômage, services sociaux — et au besoin des économies modernes de contrôler les flux économiques. Ce système économique reste encore prédominant dans une proportion importante de la population mondiale, particulièrement en milieu rural.
Karl Marx et Max Weber considèrent que la naissance du capitalisme et le développement du salariat proviennent de la séparation de l'individu du noyau familial et son engagement comme ouvrier.

### Confection de repas
la production et la transformation des produits alimentaires en biens de consommation (repas) ;

### Entretien du logement
les activités de service, telles : le ménage et les travaux de couture, les courses, le jardinage, bricolage, petites réparations ;

### Aide humaine
les activités de service à la personne : garde et éducation des enfants, soin des malades et des personnes âgées, transports des personnes.

### Part invisible du PIB
Selon une étude de l'INSEE (organisme français), s'il fallait valoriser au prix de marché cette économie familiale, elle représenterait au moins une somme égale aux deux-tiers du PIB. De plus, favorisée par le haut niveau de chômage, et le temps libre, cette économie semble en pleine expansion.
Si à ses activités de base, on ajoute d'autres activités de services telles que l'aide à l'exploitation familiale agricole ou artisanale par la récolte de productions agricoles, la comptabilité, l'accueil et renseignements des clients, l'économie familiale représenterait alors plus des trois-quarts du PIB.